# Lucius Sergius Catilina

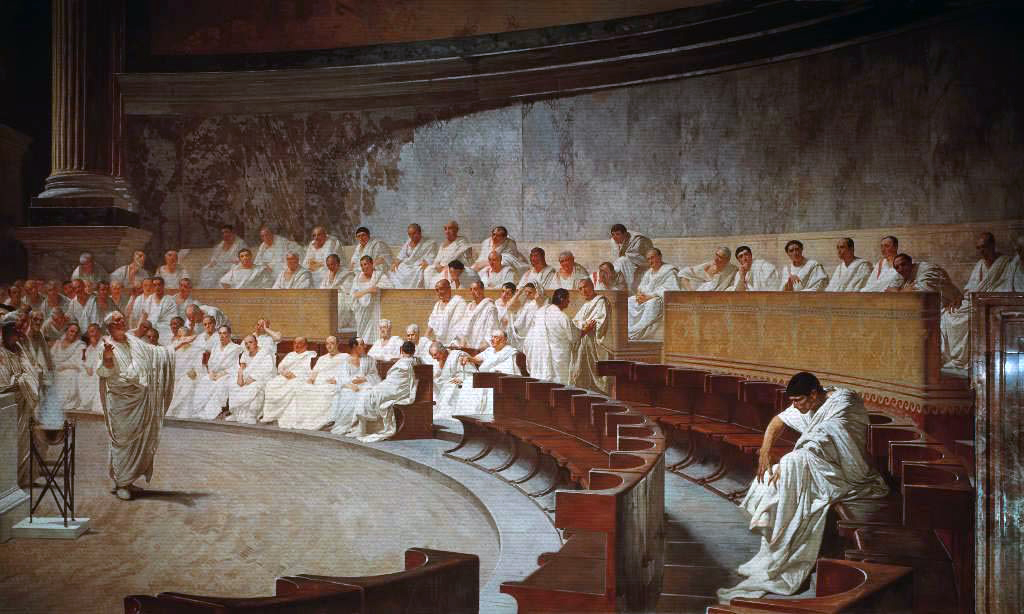
Hele fresco

Lucius Sergius Catilina (108 v.Chr. – 62 v.Chr.) was een Romeins staatsman, die door de klassieke schrijvers Cicero en Sallustius als rebel en bendeleider wordt beschreven. Hij zou twee pogingen tot staatsgreep hebben gedaan.

## Jeugd en carrière
Catilina werd geboren uit een zeer oud, in verval geraakt, Romeins geslacht, hetgeen herhaaldelijk tegen hem werd uitgespeeld. Als we de De Catilinae coniuratione van de geschiedschrijver Sallustius - lid van de Populares - mogen geloven, groeide hij op in een familie, waarin ruzie, moord en doodslag schering en inslag waren. Dat vormde zijn ongeremde ambitie en heerszucht. Catilina zou de onbetwiste leider van een bende jeugdige nietsnutten en criminelen zijn geweest. Zijn politieke voorkeur tijdens de troebele eerste decennia van de eerste eeuw voor Christus was voor Sulla, aan wiens politieke liquidaties hij actief deelnam.
Ook in zijn eigen familie was Catilina gewelddadig: vermoedelijk had hij zijn eerste vrouw vermoord om een kostbare scheiding te ontduiken en plaats te maken voor een nieuwe vrouw. Kort daarop ging zijn eigen zoon eraan, omdat Catilina hem ervan verdacht een oogje te hebben op zijn tweede vrouw. (Dit is niet zeker geweten, de meeste van deze beschuldigingen zijn gemaakt door zijn vijanden).
Hij was een goed militair tijdens de Oorlog tegen de Italische Bondgenoten (Bellum sociorum, 91-88 v.Chr.), waarin hij diende onder Gnaeus Pompeius Strabo in 89 v. Chr. Bevelhebbers waren Cicero en Gnaeus Pompeius Magnus. Het is moeilijk Catilina's vroege politieke carrière te traceren, maar vast staat dat hij in 68 v.Chr. praetor was en het volgende jaar propraetor in de provincie Africa (ongeveer het huidige Tunesië met een kuststrook van Libië).
Daarom wordt het algemeen aanvaard dat hij de normale cursus honorum doorliep: hij was quaestor rond 78 v.Chr. en aedilis rond 72 v.Chr..
In Noord-Afrika maakte hij zich gehaat door wanbeheer en afpersing van de provincie. Dit was echter de normale gang van zaken in de Romeinse provincies en fraude werd er regelmatig door de vingers gezien, maar Catilina zoog de regio uit en werd na afloop van zijn ambtstermijn te Rome aangeklaagd door zijn vroegere onderdanen. Door de rechters om te kopen ging Catilina vrijuit. Cicero had overwogen Catilina te verdedigen in dat proces om zo te vermijden dat hij met Catilina zou moeten strijden om het consulschap.
Toch zag Catilina door de nasleep van dit proces de kans voorbijgaan om tijdig zijn kandidatuur in te dienen voor de consulsverkiezingen van het jaar 66 v.Chr..

## Eerste poging tot staatsgreep
Gefrustreerd door de mislukking van zijn kandidatuur en het gebrek aan steun vanuit zijn toenmalige partij (de Optimates), zocht Catilina toen toenadering tot de meer sociaal gerichte Populares. Volgens Sallustius beraamde hij vervolgens, samen met zijn eveneens afgewezen medekandidaat Autronius, het plan om de beide conservatieve consuls te vermoorden op 1 januari 65 v.Chr., dit tijdens hun plechtige ambtsaanvaarding, waarna Catilina en Autronius de macht zouden overnemen. Het hele plan zou echter mislukt zijn door overhaasting en gebrek aan organisatie, wat Catilina niet belette om zich nog datzelfde jaar opnieuw verkiesbaar te stellen, wederom zonder succes.
Mogelijk was Catilina niet betrokken bij deze poging tot staatsgreep.

## Tweede poging tot staatsgreep
Aan het einde van 64 v.Chr. stelde Catilina zich opnieuw kandidaat als consul voor het jaar 63 v.Chr. Om bij de consulverkiezingen meer kans van slagen te hebben, kwam Catilina deze keer met een ambitieus, maar populistisch sociaal programma in dienst van de gewone man. Achter de schermen bleef hij - althans volgens Cicero - echter een staatsgreep voorbereiden, des te verbetener nadat hij vrij onverwacht door Cicero en Gaius Antonius Hybrida was verslagen bij de verkiezingen.
In de nacht van de 21ste oktober lekten de (vermeende) plannen voor een komende staatsgreep uit, gepland voor de 27ste oktober. Cicero, voorzien van weinig solide bewijsmateriaal, hem door vrienden en infiltranten verstrekt, daagde in zijn hoedanigheid van consul Catilina uit zich ten overstaan van de Senaat te rechtvaardigen voor zijn (vermeende) subversieve activiteiten, hetgeen deze weigerde uit vrees voor zijn leven. Cicero ontving daarop het senatus consultum ultimum van de Senaat, het dictatorschap.
Catilina bleef zich als de beledigde onschuld gedragen, maar ging steeds duidelijker inzien dat een gewapende oplossing de enige uitweg was. Volgens Cicero riep Catilina tijdens de nacht van 5 op 6 en 6 op 7 november zijn medewerkers in een nachtelijke vergadering (in het huis van ene Laeca) bijeen, en daar zou beslist zijn Cicero in zijn eigen huis te vermoorden, in de vroege ochtend van de 7de.
Zogenaamd door zijn informanten gewaarschuwd, kon Cicero zich echter in veiligheid brengen, voorzien van een opzichtig militair harnas, waarna hij de Senaat in spoedzitting samenriep, voor de gelegenheid in de tempel van Jupiter Stator. Aldaar verscheen Catilina op de vergadering, begeleid door zijn bondgenoten, waarna Cicero zijn beroemde Eerste Catilinarische Rede (zie hieronder) uitsprak. Nog steeds probeerde Catilina zich van alle blaam te zuiveren, maar de meerderheid van de Senaat (te weten de Optimates) keerde zich tegen hem en belette hem het spreken. In totale wanhoop verliet Catilina de vergadering, en begaf zich in allerijl naar zijn kamp in Etrurië. De opstand was nu een feit, want voor een deel van de Romeinse bevolking had Catilina, door Rome te verlaten, schuld bekend.
Op 9 november gaf Cicero zijn Tweede Catilinarische Rede, waarin hij het volk verslag uitbracht van de gebeurtenissen van de vorige dag.
Het verhaal van deze samenzwering is neergeschreven door Gaius Sallustius Crispus in zijn boek De Catilinae coniuratione. Helaas schreef Sallustius niet altijd even betrouwbaar. Zo weten we ondertussen dat zijn data niet kloppen. Volgens dit verhaal start de samenzwering in juni van het jaar 64 v.Chr. Wat waarschijnlijk wel klopt zijn de gegeven namen, en de naam van de verraadster, Fulvia (de minnares van senator Quintus Curius, die aan de samenzwering deelnam).

## Het einde
Met medewerking van verklikkers slaagde Cicero erin op 3 december de in Rome achtergebleven bondgenoten van Catilina te arresteren. Als verantwoording gaf hij hiervoor zijn Derde Catilinarische Rede voor de Senaat. Door middel van foltering werd de bekentenis van de medewerkers van Catilina afgedwongen, waarna zij in voorlopige hechtenis werden gehouden.
Omdat in de stad het gerucht ging dat de bondgenoten van Catilina hun aangehouden collega's met geweld wilden bevrijden, én omdat Cicero's ambtstermijn er bijna opzat, wilde Cicero geen tijd meer verliezen. Na het aanhoren van de Vierde Catilinarische Rede sprak de Senaat op 5 december het collectieve doodvonnis uit over alle gearresteerden, die terstond naar de Mamertijnse gevangenis werden gebracht en werden gewurgd. Cicero was persoonlijk aanwezig bij de executie. Toen hij bij het verlaten van de gevangenis onder de menigte kijklustigen op het forum een aantal medeplichtigen herkende, riep hij triomfantelijk uit : "Vixerunt!" = "Ze hebben geleefd!".
Maar Catilina zelf was nog steeds in leven. Het regeringsleger werd nu, onder de leiding van de andere consul Gaius Antonius Hybrida, naar Etrurië uitgestuurd om de opstandelingen te bestrijden. In het begin van het jaar 62 kwam het in de buurt van Pistoia tot een "veldslag", waarbij de opstandelingen werden verslagen en Catilina sneuvelde als een held (zelfs zijn aartsvijand Cicero moest toegeven dat hij vocht als een leeuw). In het ouderwetse Latijn van Sallustius lezen we over de verslagenen de woorden adversis vulneribus, wat wil zeggen dat ze niet op de vlucht waren geslagen en recht in de vijandelijke zwaarden waren gelopen.

## Interpretaties

### Verslag door vijanden
Dankzij de literaire arbeid van Cicero en Sallustius kennen wij het verhaal van deze gewichtige samenzwering vanuit het standpunt van de Optimates zeer goed. Toch moet er hierbij wel rekening mee worden gehouden dat de Optimates in het algemeen, en Cicero en Sallustius in het bijzonder, vijanden van Catilina waren en we dus hoofdzakelijk over informatie beschikken die Catilina in het verkeerde daglicht zouden kunnen zetten.

### Moorden op populares
Zo stelt Michael Parenti dat de liquidaties van Tiberius Sempronius Gracchus, Gaius Sempronius Gracchus, Clodius, Catilina en Julius Caesar verband houden met elkaar, namelijk door het feit dat deze politici (allen populares) een ernstige bedreiging vormden voor de economische macht van de grootgrondbezitters (voornamelijk optimates) én enkel en alleen om die reden al uit de weg werden geruimd. Bovendien haalt hij de door Cicero - uit eigen politiek gewin - gefantaseerde samenzwering volledig onderuit. Zo bleek er geen geloofwaardig bewijsmateriaal voorhanden te zijn (alle getuigen waren vrienden van Cicero), keerde het volk zich tegen Cicero en "versierde het volk vele jaren na de dood van Catilina zijn graftombe met bloemen en kransen 'zoals het dat voorheen had gedaan met die van de Gracchi'". Hierbij mag men ook niet vergeten dat Catilina in de ogen van de Optimates niet alleen een bijzonder zwak politicus was (zijn politieke rol was immers reeds lang uitgespeeld), maar door zijn overstap van de Optimates naar de Populares was hij ook nog eens een politieke verrader (dus een gemakkelijk slachtoffer).

## Gedicht van Crebillon
Aan Catilina's bekendheid heeft het dramatische gedicht Catilina van Prosper Jolyot Crébillon uit 1749 bijgedragen. Daarvan is overigens een Nederlandse bewerking gemaakt door Van Elvervelt: Cicero en Catilina (1775).